# روبرت واغنر
روبرت وانجر (بالإنجليزية: Robert Wagner)‏ ، ممثل أمريكي سينمائي، من مواليد 10 فبراير 1930.

## وصلات خارجية
- الموقع الرسمي
- روبرت واغنر على موقع IMDb (الإنجليزية)
- روبرت واغنر على موقع ميتاكريتيك (الإنجليزية)
- روبرت واغنر على موقع الموسوعة البريطانية (الإنجليزية)
- روبرت واغنر على موقع روتن توميتوز (الإنجليزية)
- روبرت واغنر على موقع مونزينجر (الألمانية)
- روبرت واغنر على موقع ألو سيني (الفرنسية)
- روبرت واغنر على موقع ميوزك برينز (الإنجليزية)
- روبرت واغنر على موقع تيرنر كلاسيك موفيز (الإنجليزية)
- روبرت واغنر على موقع أول موفي (الإنجليزية)
- روبرت واغنر على موقع قاعدة بيانات الأفلام السويدية (السويدية)
- Robert Wagner on Yahoo! Movies
- روبرت واغنر على موقع Charlie Rose
- Articles about Robert Wagner, a Malibu resident, can be found at The Malibu Times